# Stazione di San Lucido
Stazione di San Lucido 1987-ben bezárt vasútállomás Olaszországban, San Lucido településen.

## Vasútvonalak
Az állomást az alábbi vasútvonalak érintették:
- Paola-Cosenza-vasútvonal

## Kapcsolódó állomások
A vasútállomáshoz az alábbi állomások vannak a legközelebb:
- Stazione di Paola
- Stazione di Falconara Albanese